# Lager Stajićevo

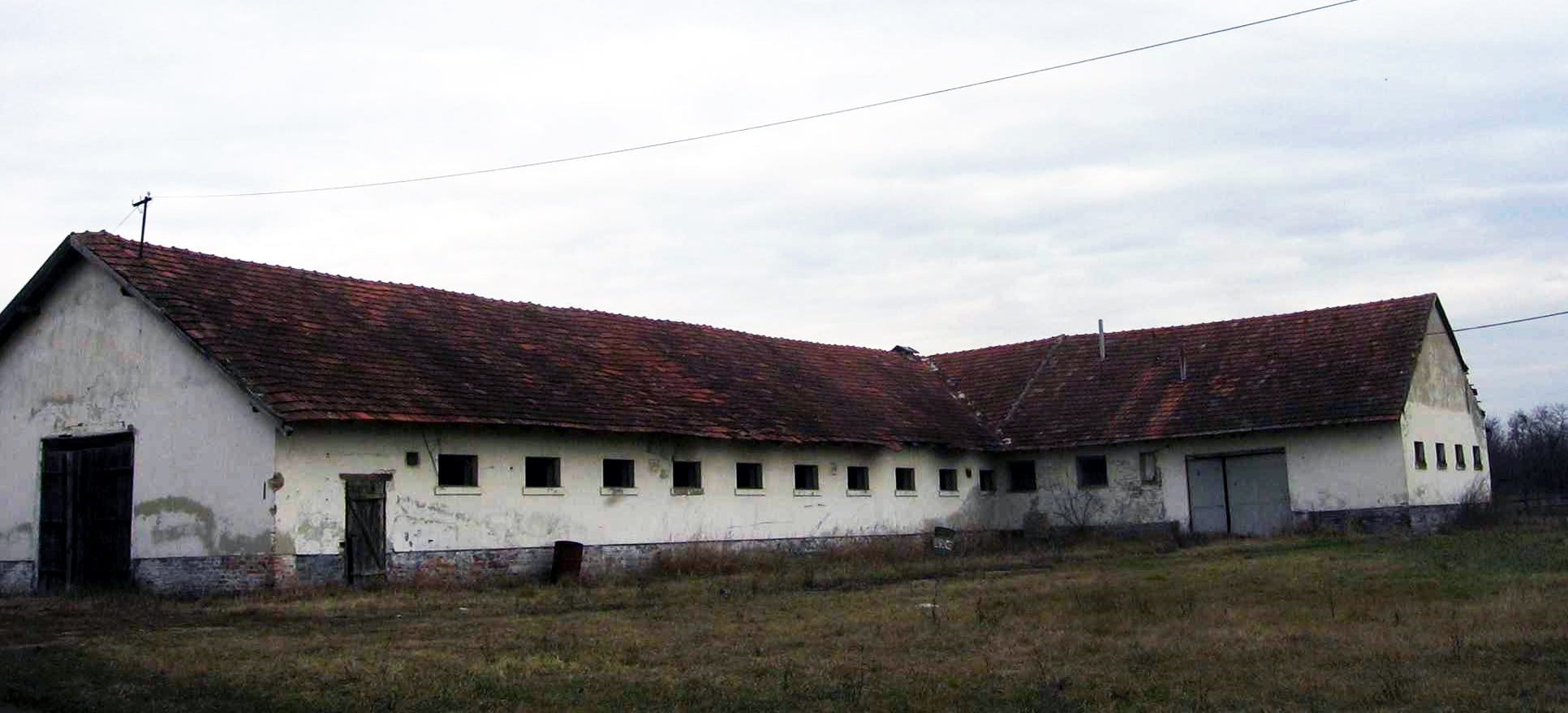
Landwirtschaftsbetrieb Livade

Das Lager Stajićevo (serbisch Логор Стајићево Logor Stajićevo) war ein landwirtschaftlicher Betrieb in Livade bei Stajićevo in der Nähe von Zrenjanin (Serbien), in dem kroatische Kriegsgefangene und Zivilisten während des Kroatienkrieges 1992 von serbischen Behörden gefangengehalten wurden. Aus dem Lager wurden auch Gefangene in das Gefangenenlager Sremska Mitrovica verlegt. Gemäß verschiedener Zeugenaussagen wurden dort zwischen 1500 und 6500 Menschen festgehalten. Der Internationale Strafgerichtshof für das ehemalige Jugoslawien (ICTY) gibt als Zahl der Gefangenen 1700 Personen an.
Das Gefangenenlager wurde vom ICTY im Gerichtsverfahren gegen den serbischen Präsidenten Slobodan Milošević erwähnt. Überlebende Zeugen berichteten von Prügeln und Elektroschocks, denen sie im Lager ausgesetzt wurden. Gemäß den Aussagen waren auch Einheiten der Beli Orlovi im Lager aktiv.